# Playa Aranda
Der Playa Aranda ist ein Strand im Norden der Livingston-Insel im Archipel der Südlichen Shetlandinseln. An der Westseite des Kap Shirreff liegt er nördlich des Aranda-Gletschers und südlich des Punta Antonio.
Chilenische Wissenschaftler benannten ihn in Anlehnung an die Benennung des gleichnamigen Gletschers. Dessen Namensgeber ist Óscar Aranda Valverde, Offizier an Bord der Piloto Pardo bei der 20. Chilenischen Antarktisexpedition (1965–1966).